# Lampaul-Plouarzel
Lampaul-Plouarzel é uma comuna francesa na região administrativa da Bretanha, no departamento Finisterra. Estende-se por uma área de 4,04 km². Em 2010 a comuna tinha 2 181 habitantes (densidade: 539,9 hab./km²).